# 仕本众厅
仕本众厅，因选用水松木建造故又名水松厅，是位于中国福建省宁德市周宁县礼门乡仕本村的一个明代古建筑，2016年入选周宁县第四批文物保护单位。
仕本众厅始建于明代，具体时间未知。建筑坐北向南，面阔三间9.8米，进深七柱11米，为穿斗式木构件悬山顶，前后出檐1.2米，左右达1.4米，厅内的柱、梁、枋、檩均用巨大水松木建造，斗拱、雀替、花座、锯花上有较为精美的雕刻。